# Asplenium obesum
Asplenium obesum är en svartbräkenväxtart som beskrevs av Bak. Asplenium obesum ingår i släktet Asplenium och familjen Aspleniaceae. Inga underarter finns listade.